# Fronteira Chéquia–Eslováquia
A fronteira entre Chéquia e Eslováquia é a linha que limita os territórios da Eslováquia e da Chéquia. Foi criada com o fim do antigo estado da Checoslováquia em 1 de janeiro de 1993, que culminou a chamada Separação de Veludo.